# سوسک بمب‌افکن آمریکایی
سوسک بمب‌افکن آمریکایی (نام علمی: Brachinus fumans) نام یک گونه از سرده افکنه‌ها است.